# Agglutinaria operculata
Agglutinaria operculata is een hydroïdpoliep uit de familie Lineolariidae. De poliep komt uit het geslacht Agglutinaria. Agglutinaria operculata werd in 1987 voor het eerst wetenschappelijk beschreven door Antsulevich. 